# 阿尔滕贝格 (北莱茵-威斯特法伦州)
阿尔滕贝格是德国北莱茵-威斯特法伦州的一个市镇。总面积62.53平方公里，总人口10238人，其中男性5117人，女性5121人（2011年12月31日），人口密度164人/平方公里。